# Daniel Gildenlöw
Daniel Gildenlöw (Eskilstuna, 5 giugno 1973) è un cantautore, polistrumentista e compositore svedese, fondatore e leader dei Pain of Salvation, dei quali è anche il principale compositore, la chitarra solista e l'ideatore dei concept di ogni album.

## Biografia
Nel 1984 all'età di 11 anni, Gildenlöw forma i Reality, che sette anni dopo cambieranno nome in Pain of Salvation, con cui pubblica il suo primo album nel 1997 intitolato Entropia.
Nel 2002 appare come membro speciale nei The Flower Kings, cantando, suonando chitarra, tastiere e percussioni, sia in tour che in sala registrazione. Due anni dopo diventa un membro ufficiale, ma nel 2005 li lascia per motivi personali
Nel 2006 nasce il suo primo figlio, Sandrian Silver Khan, e l'anno successivo è ospite nel brano dei Dream Theater Repentance, presente in Systematic Chaos.
Nel 2010 viene chiamato per il tour europeo Whirld Tour 2010 come elemento addizionale dei Transatlantic.

## Discografia

### Con i The Flower Kings
- 2003 – Meet the Flower Kings
- 2004 – Adam & Eve
- 2007 – The Road Back Home (raccolta)

### Con i Crypt of Kerberos
- 2005 - The Macrodex of War (compilation)

### Con Daniele Liverani
- 2002 – Genius: A Rock Opera-Episode 1 - A Human Into a Dream World (voce nel ruolo di Twin Spirit n.32)
- 2004 – Genius: A Rock Opera-Episode 2 - In Search of the Little Prince (voce nel ruolo di Twin Spirit n.32)
- 2007 – Genius: A Rock Opera-Episode 3 - The final surprise (voce nel ruolo di Twinspirit n.32)

### Altre apparizioni
- 2002 – The Flower Kings - Unfold the Future (voce e cori)
- 2003 – Transatlantic - Live in Europe (chitarra elettrica, tastiera, percussioni, cori)
- 2004 – Spastic Ink - Ink Compatible (voce)
- 2006 – Axamenta - Ever-Arch-I-Tech-Ture (voce, cori e arrangiamenti in Threnody for an Endling)
- 2007 – Dream Theater - Systematic Chaos (voce parlata in Repentance)
- 2008 – Ayreon - 01011001
- 2010 – Transatlantic - Whirld Tour 2010 - Live from Shepherd's Bush Empire, London (tastiera, chitarra elettrica e acustica, percussioni, campionatore, cori)
- 2011 – Transatlantic - More Never Is Enough - Live @ Manchester and Tilburg 2010 (tastiera, chitarra elettrica e acustica, percussioni, campionatore, cori)
- 2012 – Tristema - Dove tutto è possibile (voce in L'assenza (Roses and Thorns))
- 2014 – Kaleidoscope (voce d'eccezione in Into the Blue)